# Argélico Fuchs
Argélico Fucks (Santa Rosa, 4 de setembre de 1974) és un exfutbolista i entrenador brasiler. Com a jugador ocupava la posició de defensa.

## Trajectòria
Va començar als conjunts brasilers d'Internacional i Santos FC, amb una estada al Japó entremig. El 1999 marxa al FC Porto, però prompte retorna al seu país. El 2001 retorna a la competició de Portugal, ara amb la SL Benfica, amb qui guanya la lliga i la supercopa domèstica.
Posteriorment, hi militaria al Racing de Santander, de la primera divisió espanyola, als brasilers Cruzeiro i Ulbra, i es retiraria el 2007 després de militar al Zhejiang Lucheng.

## Selecció
Va formar part del combinat brasiler sub-20 que el 1993 van guanyar el Mundial i el Campionat Sud-americà de la categoria.

## Com a entrenador
Després de retirar-se, Argélico Fucks ha seguit vinculat al món del futbol dirigint a modestos equips brasilers: Caxias-RS (08/09), Guaratinguetá (2009) i Campinense (2009-).